# Anne Buijs
Anne Buijs (Geleen, 2 dicembre 1991) è una pallavolista olandese, schiacciatrice del Chieri '76.

## Biografia
È sposata dal 2023 con la pallavolista brasiliana Ana Carolina da Silva.

## Carriera

### Club
Anne Buijs, figlia dell'ex  pallavolista ed allenatore Teunis Buijs, inizia la propria carriera nel settore giovanile dello Zaanstad; nella stagione 2007-08 debutta nel massimo campionato olandese con il Martinus, dove resta per due annate, vincendo consecutivamente due scudetti e due coppe nazionali, oltre a due Supercoppe olandesi. Nell'annata 2009-10 passa al TVC Amstelveen, con cui si aggiudica nuovamente la Supercoppa olandese e il campionato.
Nella stagione 2010-11 viene ingaggiata dall'Asteríx Kieldrecht, militante nel campionato belga, dove vince sia lo scudetto, che la Coppa del Belgio, che la Supercoppa. La stagione successiva veste la maglia dello Schweriner, nella 1. Bundesliga tedesca: con la squadra di Schwerin gioca per due annate, aggiudicandosi due scudetti e due Coppe di Germania.
Per il campionato 2013-14 veste la maglia del Busto Arsizio, militante nella Serie A1 italiana, mentre nella stagione successiva è alla Lokomotiv Baku, nella Superliqa azera. Per il campionato 2015-16 si accasa al club turco del VakıfBank, in Voleybol 1. Ligi, vincendo lo scudetto. Nel campionato seguente approda in Brasile, ingaggiata nella Superliga Série A dal Rio de Janeiro, con cui si aggiudica la Supercoppa brasiliana, la Coppa del Brasile, il campionato sudamericano per club 2017 e lo scudetto.
Nella stagione 2017-18 fa ritorno in Turchia, firmando per il Nilüfer, mentre in quella successiva difende i colori della Pro Victoria, in Serie A1, con cui si aggiudica la Challenge Cup 2018-19, venendo premiata MVP della competizione. Nell'annata 2019-20 torna per la terza volta nel massimo campionato turco, ingaggiata stavolta dal Türk Hava Yolları, mentre nell'annata seguente si accasa al Praia Clube, nella massima divisione brasiliana, aggiudicandosi due edizioni della Supercoppa brasiliana, uno scudetto, un Campionato Mineiro e il campionato sudamericano per club 2021. 
Per il campionato 2023-24 si accasa nell'AGIL di Novara, di nuovo nella massima divisione italiana, con cui vince la WEVZA Cup, dove è premiata come miglior giocatrice, e la Challenge Cup, mentre nel campionato successivo indossa la maglia del Chieri '76, sempre in Serie A1.

### Nazionale
Nel 2009 ottiene le prime convocazioni in nazionale, con cui si aggiudica due medaglie d'argento ai campionati europei nel campionato europeo 2015 e nel campionato europeo 2017 e quella di bronzo al World Grand Prix 2016.

## Palmarès

### Club
- Campionato olandese: 3

2007-08, 2008-09, 2009-10
- Campionato belga: 1

2010-11
- Campionato tedesco: 2

2011-12, 2012-13
- Campionato turco: 1

2015-16
- Campionato brasiliano: 2

2016-17, 2022-23
- Coppa dei Paesi Bassi: 2

2007-08, 2008-09
- Coppa del Belgio: 1

2010-11
- Coppa di Germania: 2

2011-12, 2012-13
- Coppa del Brasile: 1

2017
- Supercoppa olandese: 3

2007, 2008, 2009
- Supercoppa belga: 1

2010
- Supercoppa brasiliana: 3

2016, 2020, 2021
- Campionato Mineiro: 1

2021
- Campionato sudamericano per club: 2

2017, 2021
- Challenge Cup: 2

2018-19, 2023-24
- WEVZA Cup: 1

2023

### Nazionale (competizioni minori)
- Montreux Volley Masters 2015

### Premi individuali
- 2015 - Montreux Volley Masters: Miglior schiacciatrice
- 2015 - Campionato europeo: Miglior schiacciatrice
- 2017 - Campionato europeo: Miglior schiacciatrice
- 2019 - Challenge Cup: MVP
- 2021 - Campionato sudamericano per club: Miglior schiacciatrice
- 2022 - Campionato sudamericano per club: Miglior schiacciatrice
- 2023 - WEVZA Cup: MVP